# Bandari
Bandari é uma banda de new age da gravadora AVC Audio Video Communications AG, Suíça. Bandari lançou seu primeiro álbum em 1990 e publicou mais de 20 álbuns em todo o mundo. A banda tem sido lançado principalmente em Taiwan e China.